# Ruellia glandulosa
Ruellia glandulosa är en akantusväxtart som beskrevs av Albrecht Wilhelm Roth. Ruellia glandulosa ingår i släktet Ruellia och familjen akantusväxter. Inga underarter finns listade i Catalogue of Life.